# Romas Pakalnis
Romas Pakalnis (* 4. Januar 1941  in Kirkliai, Rajongemeinde Utena; † 20. September 2020 in Vilnius) war ein litauischer Ökologe und Professor.

## Leben
1954 absolvierte er eine 7-jährige Schule in Sudeikiai bei Utena.
1958 absolvierte Pakalnis das Forsttechnikum in der litauischen Hauptstadt Vilnius und 1963 ein Diplomstudium an der Fakultät für Forstwirtschaft der Lietuvos žemės ūkio akademija in Kaunas. 1963 arbeitete er als Forsttechniker in Šeduva bei Radviliškis. Ab 1964 war er Revierförster von Radviloniai. 1966 arbeitete er im Forstamt Jonava. Von 1966 bis 1969 promovierte er am Institut für Botanik an der Lietuvos mokslų akademija und 1971 wurde er Kandidat der Biologie. Ab 1970 arbeitete er im Institut für Botanik, von 1984 bis 1989 als stellvertretender Direktor und ab 1989 als Direktor. Ab 2001 war er Professor an der VPU. Ab  2012 arbeitete er bei Umweltbehörde Valstybinė saugomų teritorijų tarnyba.
Ab 1997 war er Präsident der Eugenija-Šimkūnaitė-Stiftung.
2019 nahm er als Kandidat an der Wahl zum Europäischen Parlament mit der Bewegung   Visuomeninis rinkimų komitetas „Vytautas Radžvilas: susigrąžinkime valstybę!“ eines litauischen Professors teil.
Sein Grab befindet sich im Friedhof Sudervė in der Rajongemeinde Vilnius.

## Familie
Pakalnis war verheiratet. Seine Frau Alfonsa Kulbytė-Pakalnienė (1941–2003) arbeitete von 1966 bis 1973 als Forstschutz-Ingenieurin im Forstamt Jonava. Sein Sohn Mindaugas Pakalnis (* 1967) ist ein urbanistischer Architekt, von 2016 bis 2023 Direktor des Stadtentwicklungsdepartments der Stadtverwaltung Vilnius. Sein zweiter Sohn Vytautas Pakalnis (1972–2004) war Maler und Puppentheater-Schauspieler. Sein dritter Sohn war Gediminas Pakalnis (1976–1993).

## Auszeichnungen
- Valdas-Adamkus-Preis, 1996
- Lietuvos nepriklausomybės medalis, 2000
- Kristoforo statulėlė, 2000
- Offizierkreuz von Gediminas-Orden, 2002